# Aleksander Kwaśniewski
Aleksander Kwaśniewskiⓘ (ur. 15 listopada 1954 w Białogardzie) – polski polityk i dziennikarz. Prezydent Rzeczypospolitej Polskiej w latach 1995–2005.
W latach 1985–1989 minister-członek Rady Ministrów w rządach Zbigniewa Messnera i Mieczysława Rakowskiego, w latach 1985–1990 członek prezydium Rady Ochrony Pamięci Walk i Męczeństwa, w latach 1988–1991 prezes Polskiego Komitetu Olimpijskiego. Założyciel Socjaldemokracji Rzeczypospolitej Polskiej, w latach 1991–1995 poseł na Sejm I i II kadencji. Kawaler Orderu Orła Białego.

## Życiorys

### Rodzina, wykształcenie i praca zawodowa
Urodził się 15 listopada 1954 w Białogardzie jako syn Zdzisława Kwaśniewskiego i Aleksandry z domu Bałasz. Jego ojciec mieszkał w Wilnie, po przesiedleniu z połowy lat 40. pracował początkowo w urzędzie repatriacyjnym. Ukończył medycynę, był chirurgiem i kierownikiem przychodni kolejowej w Białogardzie, a także sędzią piłkarskim. Matka Aleksandra Kwaśniewskiego wychowała się w Wilnie w rodzinie rosyjskojęzycznej i prawosławnej, która po II wojnie światowej zamieszkała w Dojlidach. Była pielęgniarką, po zawarciu związku małżeńskiego zajmowała się rodziną i nie pracowała zawodowo. Jej bratem był białostocki architekt sakralny Michał Bałasz. Młodsza siostra Aleksandra Kwaśniewskiego na początku lat 80. osiedliła się w Szwajcarii, gdzie podjęła pracę jako okulistka.
Aleksander Kwaśniewski ukończył Liceum Ogólnokształcące im. Bogusława X w Białogardzie. Uprawiał lekkoatletykę w pierwszoligowym klubie BKS Iskra Białogard, trenując u Henryka Młynarczyka. W latach 1973–1977 studiował handel zagraniczny na Wydziale Ekonomiki Transportu Uniwersytetu Gdańskiego. Pod koniec studiów nie podszedł do dwóch egzaminów, nie zaliczył jednego przedmiotu oraz nie złożył pracy magisterskiej (pt. Rola korporacji międzynarodowych w Afryce); został później skreślony z listy studentów.
Był redaktorem naczelnym tygodnika studenckiego „itd” (od listopada 1981 do lutego 1984), następnie został redaktorem naczelnym „Sztandaru Młodych” (był nim w latach 1984–1985). Współtwórca pierwszego polskiego czasopisma poświęconego komputeryzacji „Bajtek”, które założono w 1985.

### Działalność polityczna w PRL
W młodości był aktywistą socjalistycznych studenckich organizacji prorządowych. Pełnił funkcję przewodniczącego rady uczelnianej Socjalistycznego Związku Studentów Polskich w latach 1976–1977, wiceprzewodniczącego zarządu wojewódzkiego w Gdańsku w latach 1977–1979 oraz członka władz naczelnych SZSP od 1977 do 1982.
W 1977 wstąpił do Polskiej Zjednoczonej Partii Robotniczej. Pełnił funkcję ministra-członka Rady Ministrów ds. młodzieży w rządzie Zbigniewa Messnera w latach 1985–1987, a następnie przewodniczącego Komitetu Młodzieży i Kultury Fizycznej (1987–1990). W gabinecie Mieczysława Rakowskiego był ministrem bez teki i przewodniczącym Komitetu Społeczno-Politycznego Rady Ministrów w okresie od października 1988 do sierpnia 1989. W latach 1988–1991 stał na czele Polskiego Komitetu Olimpijskiego. W latach 1985–1990 był członkiem prezydium Rady Ochrony Pamięci Walk i Męczeństwa (do 1988 Rada Ochrony Pomników Walki i Męczeństwa). W latach 1986–1988 był członkiem prezydium Społecznego Komitetu Odnowy Starego Miasta w Zamościu.
Od lutego do kwietnia 1989 był uczestnikiem obrad plenarnych Okrągłego Stołu oraz obrad w Zespole do spraw Pluralizmu Związkowego (współprzewodniczący zespołu wraz z Tadeuszem Mazowieckim i Romualdem Sosnowskim), w Zespole do spraw Reform Politycznych i w Podzespole do spraw Stowarzyszeń i Samorządu Terytorialnego. W wyborach parlamentarnych w 1989 kandydował do Senatu w województwie koszalińskim, przegrywając z kandydatami Komitetu Obywatelskiego „Solidarność” (uzyskał przy tym 38,5% głosów, procentowo najwięcej spośród wszystkich kandydatów PZPR do Senatu w kraju).

### Działalność polityczna w III RP do 1995
W styczniu 1990 wraz z Leszkiem Millerem i Józefem Oleksym został współtwórcą Socjaldemokracji Rzeczypospolitej Polskiej, której przewodniczył do 1995. Uczestniczył też w organizowaniu wyborczej koalicji pod nazwą Sojusz Lewicy Demokratycznej przed wyborami w 1991. W latach 1991–1995 sprawował mandat posła na Sejm I i II kadencji, wybieranego w okręgach z okręgów warszawskich: nr 1 (1991–1993) i nr 1 (1993–2001) z listy SLD (w 1993 uzyskał największą liczbę głosów w kraju, tj. 148 553 głosy). W obu tych kadencjach pełnił funkcję przewodniczącego klubu parlamentarnego SLD.
W I kadencji Sejmu zasiadał w Komisji Spraw Zagranicznych, Komisji Sprawiedliwości, trzech komisjach nadzwyczajnych. W II natomiast uczestniczył w posiedzeniach Komisji Polityki Gospodarczej, Budżetu i Finansów, Komisji Spraw Zagranicznych i dwóch komisjach nadzwyczajnych. Od listopada 1993 do listopada 1995 przewodniczył Komisji Konstytucyjnej Zgromadzenia Narodowego.

### Kampanie wyborcze w 1995 i 2000

#### Wybory prezydenckie w 1995

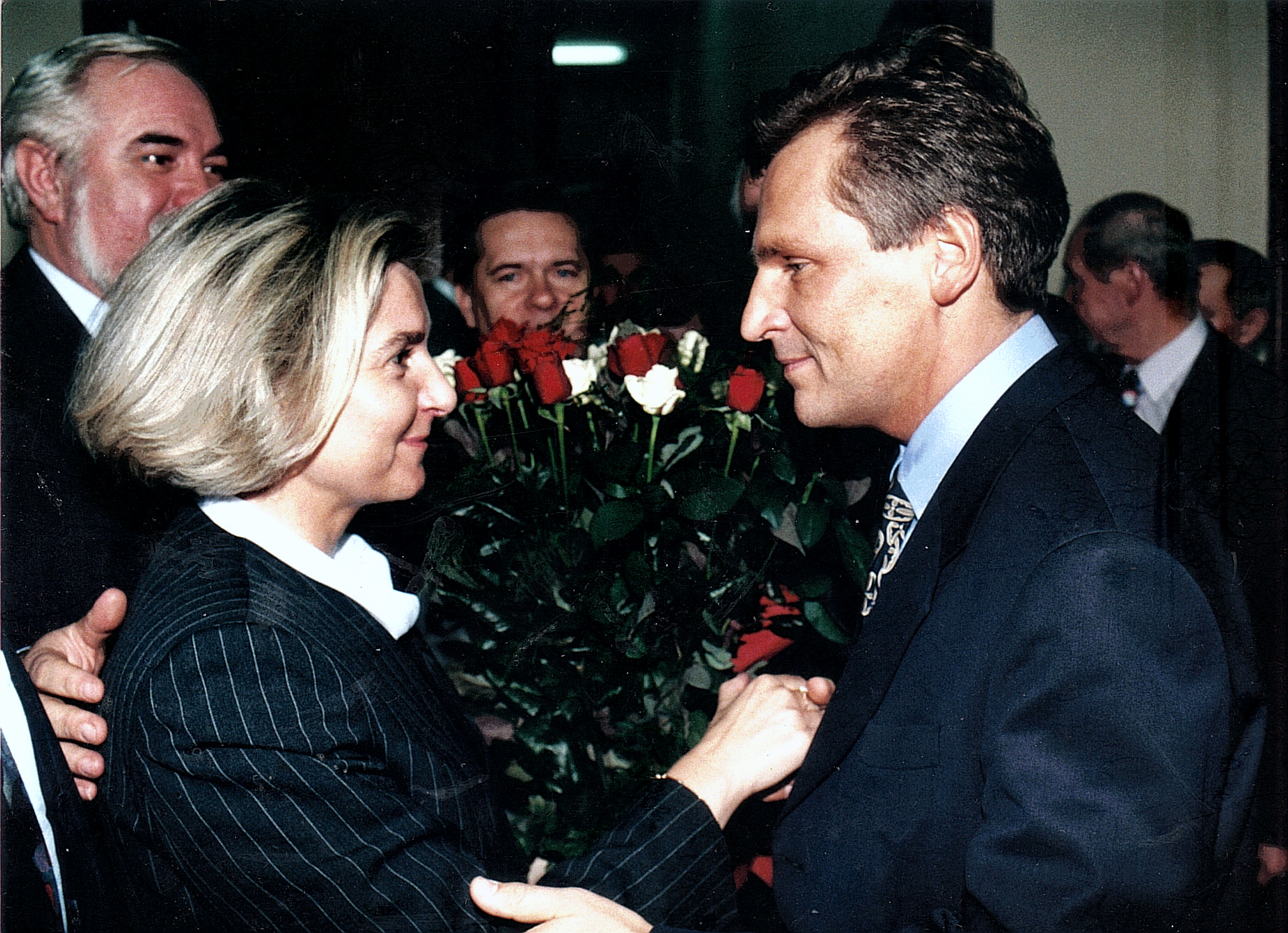
Aleksander Kwaśniewski (po prawej) odbiera gratulacje po wyborach prezydenckich, 1995

W 1995 wystartował w wyborach prezydenckich jako kandydat SLD z hasłami „Wybierzmy przyszłość” i „Wspólna Polska”. Podczas kampanii wyborczej kontrowersje wzbudziła kwestia wykształcenia Aleksandra Kwaśniewskiego, który w ankietach sejmowych podawał, że legitymuje się wykształceniem wyższym. Taka sama informacja została zamieszczona w oficjalnym obwieszczeniu Państwowej Komisji Wyborczej. Potwierdzał to także sam Aleksander Kwaśniewski w kolejnych wywiadach. 16 listopada 1995, profesor Brunon Synak, prorektor Uniwersytetu Gdańskiego, oświadczył, że 5 października 1978 Aleksander Kwaśniewski został skreślony z listy studentów Wydziału Ekonomiki i Transportu Uniwersytetu Gdańskiego. Potwierdził to także rektor UG Zbigniew Grzonka. Aleksander Kwaśniewski kolejny raz powtórzył tezę o swoim wyższym wykształceniu w wywiadzie dla „Frankfurter Rundschau” z 24 listopada 1995, nazywając odmienne stwierdzenie rektora „manewrem wyborczym”.
W drugiej turze wyborów przeprowadzonej 19 listopada 1995 zmierzył się z ubiegającym się o reelekcję Lechem Wałęsą. Wygrał, uzyskując 51,7% głosów.
2 grudnia 1995 już jako prezydent elekt przyznał na łamach „Polityki”, że nie zrobił magisterium, lecz myślał, iż ma wykształcenie wyższe, ponieważ rzekomo zdał wszystkie egzaminy na studiach. Śledztwo w tej sprawie zostało umorzone przez prokuratora w 1996 wobec braku znamion przestępstwa. Sąd Najwyższy uchwałą z 9 grudnia 1995 podjętą stosunkiem głosów 12:5 uznał, że nieprawdziwe informacje podane przez kandydata w oświadczeniu dla PKW nie mogły wpłynąć na wynik wyborów, oddalając zgłaszane protesty i uznając tym samym wybory za ważne.

#### Wybory prezydenckie w 2000
W wyborach prezydenckich w 2000 ubiegał się o reelekcję. W trakcie kampanii wyborczej korzystał z pomocy francuskiego specjalisty od marketingu politycznego Jacques’a Séguéli. Startował pod hasłem „Dom wszystkich – Polska”. Taki też tytuł miała wydana przez niego wówczas książka publicystyczna.
W trakcie kampanii wyborczej jako kandydat na prezydenta RP złożył w trybie wyborczym oświadczenie lustracyjne, w którym oświadczał, że nie był świadomym lub tajnym współpracownikiem organów bezpieczeństwa PRL. Wyrokiem z 12 lipca 2000 Sąd Apelacyjny w Warszawie uznał, że złożone oświadczenie jest zgodne z prawdą, o co wnosił także rzecznik interesu publicznego Bogusław Nizieński. Od 2000 pojawiały się także informacje (wygłaszane m.in. w Sejmie przez ministra Janusza Pałubickiego), iż z materiałów posiadanych przez Instytut Pamięci Narodowej wynika, że Aleksander Kwaśniewski w latach 1983–1989 był zarejestrowany jako tajny współpracownik Służby Bezpieczeństwa o pseudonimie „Alek”. Niemal cała dokumentacja wytworzona przez funkcjonariuszy SB dotycząca Aleksandra Kwaśniewskiego została zniszczona.
W tej samej kampanii wyborczej sztab wyborczy Mariana Krzaklewskiego przedstawił nagranie z wizyty prezydenta w Kaliszu z 17 września 1997, na którym zarejestrowano, jak przy opuszczaniu śmigłowca prezydencki minister Marek Siwiec kreśli w powietrzu znak krzyża w kierunku witających go urzędników i działaczy partyjnych. Wychodzący za nim Aleksander Kwaśniewski pyta wówczas Czy minister Siwiec całował już ziemię kaliską?, na co ten szef Biura Bezpieczeństwa Narodowego klęka i wykonuje gest całowania ziemi. Zachowanie to zostało przez część komentatorów uznane za parodiowanie papieża Jana Pawła II.
W głosowaniu z 8 października 2000 zdobył 53,9% głosów, uzyskując reelekcję już w pierwszej turze.

### Prezydent Rzeczypospolitej Polskiej

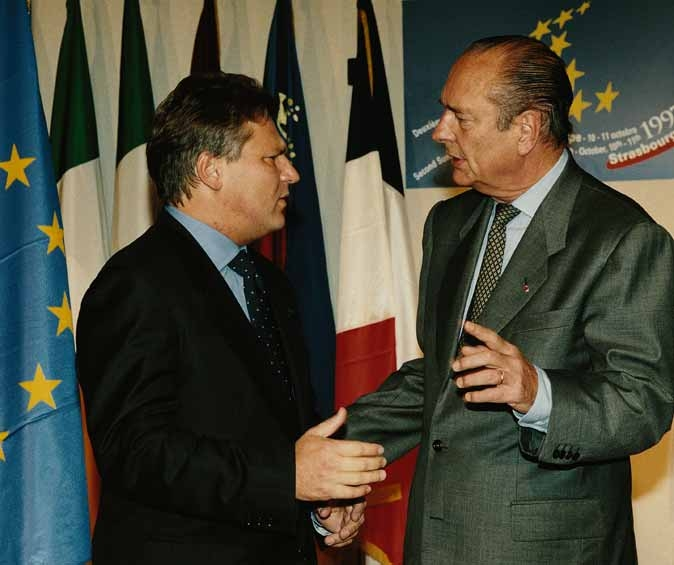
Aleksander Kwaśniewski i prezydent Francji Jacques Chirac podczas II szczytu szefów państw i rządów Rady Europy w Strasburgu, 1997

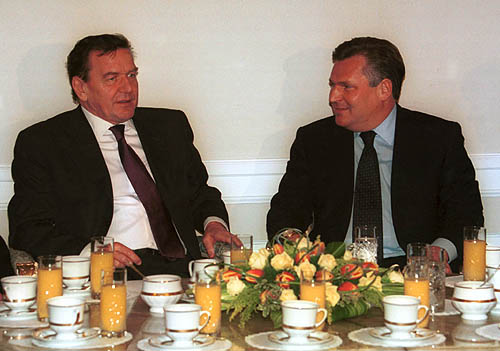
Aleksander Kwaśniewski z kanclerzem Niemiec Gerhardem Schröderem (2000)

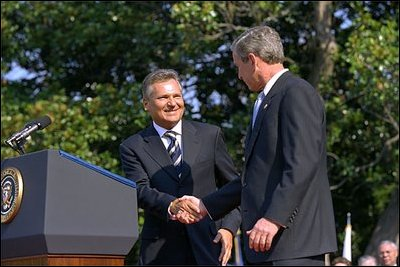
Aleksander Kwaśniewski i prezydent Stanów Zjednoczonych George W. Bush (2003)

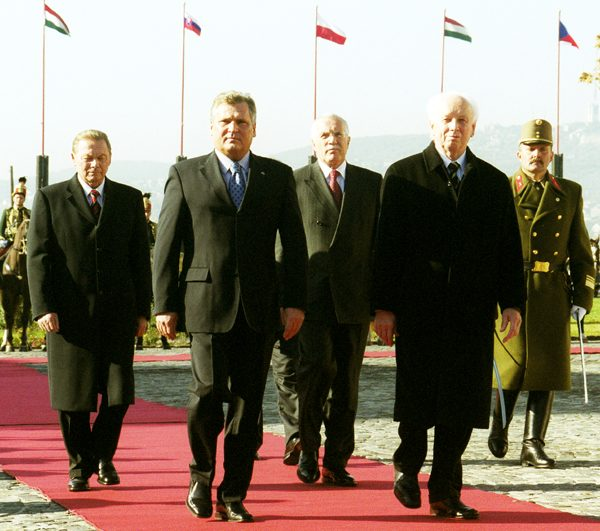
Aleksander Kwaśniewski (drugi od lewej) podczas spotkania prezydentów państw Grupy Wyszehradzkiej w Budapeszcie (2003)

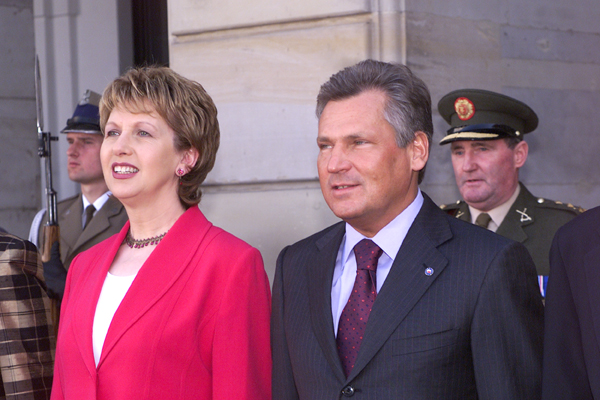
Aleksander Kwaśniewski i prezydent Irlandii Mary McAleese (2003)

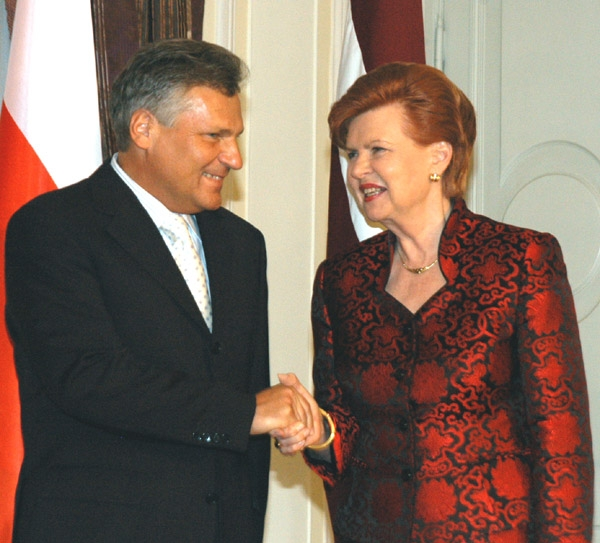
Aleksander Kwaśniewski i prezydent Łotwy Vaira Vīķe-Freiberga (2005)

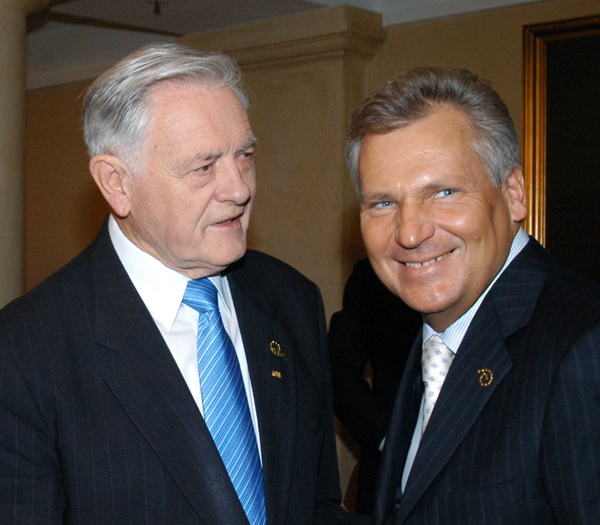
Aleksander Kwaśniewski i prezydent Litwy Valdas Adamkus (2005)

23 grudnia 1995 Aleksander Kwaśniewski został zaprzysiężony na urząd Prezydenta Rzeczypospolitej Polskiej, następnego dnia po zakończeniu kadencji Lecha Wałęsy. Tego samego dnia złożył ślubowanie jako Zwierzchnik Sił Zbrojnych w 1. Pułku Lotnictwa Myśliwskiego „Warszawa” w Mińsku Mazowieckim. Na drugą kadencję przed Zgromadzeniem Narodowym Aleksander Kwaśniewski został zaprzysiężony 23 grudnia 2000. Tego samego dnia na Okręcie Muzeum ORP Błyskawica w Gdyni ponownie formalnie objął zwierzchnictwo nad Siłami Zbrojnymi RP.

#### Polityka zagraniczna

##### Wizyty zagranicznych głów państw w Polsce
Jako prezydent podejmował w Polsce m.in. prezydentów Stanów Zjednoczonych Billa Clintona (w lipcu 1997) oraz George’a W. Busha (w czerwcu 2001 i w maju 2003), przebywającego z pielgrzymkami w Polsce papieża Jana Pawła II (w czerwcu 1997, w czerwcu 1999 i w sierpniu 2002), cesarza Japonii Akihito (w lipcu 2002), królową brytyjską Elżbietę II (w marcu 1996).

##### Wizyty zagraniczne
Wizyta w Charkowie w 1999
We wrześniu 1999 brał udział w obchodach 59. rocznicy zbrodni katyńskiej. W czasie wizyty na Cmentarzu Ofiar Totalitaryzmu na Piatichatkach w Charkowie Aleksander Kwaśniewski był blady i się chwiał. Według cytowanej przez „Gazetę Polską” działaczki Federacji Rodzin Katyńskich prezydent był wówczas pijany. Przedstawiciele Kancelarii Prezydenta RP uznali to za insynuację, a zachowanie Aleksandra Kwaśniewskiego uzasadniano „pourazowym zespołem przeciążeniowym goleni prawej”. Spośród obecnych na uroczystościach mediów materiał filmowy ukazujący zachowanie prezydenta jako jedyna po kilku dniach od zdarzenia wyemitowała stacja telewizyjna TVN. Pod koniec 2005 w udzielonym wywiadzie ustępujący już prezydent przyznał się do spożywania alkoholu przed tymi uroczystościami, tłumacząc to gościnnością zapraszających.
Udział w pomarańczowej rewolucji na Ukrainie w 2004
Pod koniec 2004, podczas tzw. pomarańczowej rewolucji na Ukrainie, został z inicjatywy Łeonida Kuczmy mediatorem. Brał aktywny udział w rozmowach pomiędzy Wiktorem Juszczenką i Wiktorem Janukowyczem.
Inne wizyty zagraniczne
- lipiec 1996: obecność prezydenta podczas igrzysk olimpijskich w Atlancie
- wrzesień 2000: obecność prezydenta podczas igrzysk olimpijskich w Sydney
- czerwiec 2002: wizyta w Korei Południowej, na meczu Polska-Korea Południowa podczas mistrzostw świata w piłce nożnej
- styczeń 2004: wizyta w Waszyngtonie, spotkanie z George’em Bushem
- sierpień 2004: obecność prezydenta podczas igrzysk olimpijskich w Atenach
- 8 kwietnia 2005: udział w ceremonii pogrzebowej Jana Pawła II
- 24 kwietnia 2005: udział w uroczystościach inauguracji pontyfikatu Benedykta XVI
- 8–9 maja 2005: obecność wraz z Wojciechem Jaruzelskim na uroczystościach 60. rocznicy zakończenia II wojny światowej w Moskwie

##### Relacje polsko-żydowskie
10 lipca 2001 w czasie obchodów 60. rocznicy pogromu w Jedwabnem, w obecności ambasadora Izraela Szewacha Weissa, oficjalnie, „w imieniu swoim i tych Polaków, których sumienie jest poruszone tamtą zbrodnią”, przeprosił za nią oraz oddał hołd pomordowanym. Oprócz aprobaty szerokich środowisk, w tym żydowskich, spotkało się to także z krytyką środowisk niepoczuwających się do odpowiedzialności Polaków za zbrodnię, jak i tych podkreślających, że prezydent nie ma prawa przepraszać „w imieniu całego narodu”.

##### Relacje z Kościołem katolickim
23 lutego 1998 Aleksander Kwaśniewski (w Warszawie) i papież Jan Paweł II (w Watykanie) podpisali dokumenty ratyfikacyjne konkordatu między Stolicą Apostolską i Rzecząpospolitą Polską, który wszedł w życie 25 kwietnia 1998. Wcześniej, w latach 90., opowiadał się zdecydowanie przeciwko ratyfikacji podpisanego przez rząd Hanny Suchockiej dokumentu, motywując to koniecznością wcześniejszego uchwalenia konstytucji.
Dziewięciokrotnie był przyjmowany przez Jana Pawła II na audiencjach w Watykanie, a trzykrotnie gościł papieża podczas jego pielgrzymek do Polski. 8 kwietnia 2005 przewodniczył polskiej delegacji państwowej podczas pogrzebu Jana Pawła II w Rzymie. Doszło wówczas do jego pojednania z Lechem Wałęsą. Z papieżem Benedyktem XVI jako prezydent spotkał się dwukrotnie, podczas inauguracji pontyfikatu 24 kwietnia 2005 i 9 grudnia 2005 w Watykanie na audiencji pożegnalnej.

##### Akcesja do NATO i UE

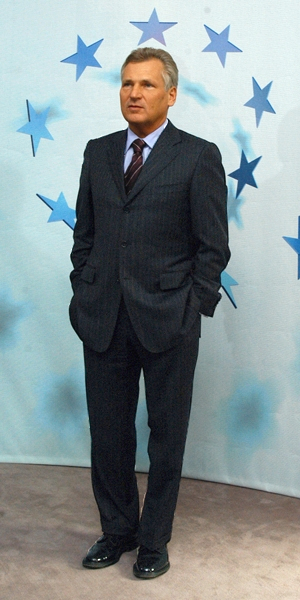
Aleksander Kwaśniewski podczas spotkania prezydentów państw Europy Środkowej w Chorwacji (2005)

26 lutego 1999 ratyfikował akcesję Polski do Organizacji Paktu Północnoatlantyckiego (NATO) w trakcie wspólnej ceremonii z prezydentem Czech Václavem Havlem. Z jego inicjatywy w Warszawie w listopadzie 2001 w ramach koalicji antyterrorystycznej została zorganizowana międzynarodowa konferencja przywódców państw Europy Środkowej, Wschodniej i Południowo-Wschodniej, poświęcona wzmocnieniu działań regionu w zwalczaniu światowego terroryzmu.
16 kwietnia 2003 stał na czele polskiej delegacji państwowej na szczycie Unii Europejskiej w Atenach, podczas którego doszło do podpisania traktatu akcesyjnego przez właściwych członków rządu (premiera Leszka Millera oraz ministrów Włodzimierza Cimoszewicza i Danutę Hübner).
Uczestniczył w kampanii na rzecz akcesji Polski do Unii Europejskiej przed referendum z 8 i 9 czerwca 2003. 23 lipca tego samego roku dokonał ratyfikacji traktatu o przystąpieniu RP do UE.
1 maja 2004 wraz z premierem Leszkiem Millerem w Dublinie wziął udział w symbolicznym zawieszeniu polskiej flagi przed siedzibą prezydenta Irlandii, która wówczas sprawowała prezydencję w Unii Europejskiej.

##### Interwencja w Iraku w 2003
17 marca 2003 na wniosek premiera Leszka Millera wydał postanowienie o użyciu Polskiego Kontyngentu Wojskowego w sile do 200 żołnierzy w składzie sił koalicji międzynarodowej dla przyczynienia się do wyegzekwowania realizacji przez Republikę Iraku rezolucji Rady Bezpieczeństwa Organizacji Narodów Zjednoczonych nr 1441 z 8 listopada 2002 oraz związanych z nią wcześniejszych rezolucji Rady Bezpieczeństwa ONZ. Planowany rejon działań obejmował Arabię Saudyjską, Bahrajn, Jordanię, Katar, Kuwejt, Irak oraz Zatokę Perską, Morze Czerwone i Ocean Indyjski.
Na mocy postanowienia Prezydenta RP wydanego na wniosek premiera od 3 września 2003 na terenie Iraku stacjonował Polski Kontyngent Wojskowy w sile od 1000 do 2000 żołnierzy. Jego misja została zakończona 30 października 2008 z inicjatywy premiera Donalda Tuska.

#### Polityka krajowa

##### Kancelaria Prezydenta RP
Aleksander Kwaśniewski podczas dwóch kadencji prezydenckich powoływał czterech Szefów Kancelarii Prezydenta RP: kolejno Danutę Waniek, Danutę Hübner, Ryszarda Kalisza i Jolantę Szymanek-Deresz.

##### Wybrane nominacje i powołania
Rada Ministrów
Podczas swoich dwóch kadencji sześciokrotnie desygnował Prezesów Rady Ministrów, odbierając przysięgę:
- 7 lutego 1996 od rządu Włodzimierza Cimoszewicza,
- 31 października 1997 od rządu Jerzego Buzka,
- 19 października 2001 od rządu Leszka Millera,
- 2 maja 2004 i 11 czerwca 2004 odpowiednio od pierwszego i drugiego rządu Marka Belki,
- 31 października 2005 od rządu Kazimierza Marcinkiewicza.

Prezesi najwyższych organów władzy sądowniczej
- Na stanowisko Prezesa Trybunału Konstytucyjnego 5 listopada 1998 powołał Marka Safjana.
- Na stanowisko Prezesa Naczelnego Sądu Administracyjnego 21 maja 2004 powołał Janusza Trzcińskiego.
- Na stanowisko Pierwszego Prezesa Sądu Najwyższego dwukrotnie (17 października 1998 i 18 października 2004) powoływał Lecha Gardockiego.

Prezes Narodowego Banku Polskiego
Jako prezydent przedstawiał Sejmowi kandydatury na Prezesa Narodowego Banku Polskiego:
- Hanny Gronkiewicz-Waltz wybranej przez Sejm na kolejną kadencję 19 lutego 1998,
- Leszka Balcerowicza wybranego przez Sejm 10 stycznia 2001.

##### Rada Gabinetowa
- 27 stycznia 1998: pierwsze posiedzenie Rady Gabinetowej. W posiedzeniu udział wzięli: prezes Rady Ministrów Jerzy Buzek oraz członkowie rządu w składzie konstytucyjnym. Aleksander Kwaśniewski przedstawił rządowi główne kierunki działań prezydenta w 1998, zaś premier zapoznał prezydenta RP z podstawowymi założeniami reform koalicji AWS-UW. Tematem obrad była kwestia przygotowania polskich sił zbrojnych do pełnej integracji ze strukturami NATO.
- 4 września 2001: posiedzenie Rady Gabinetowej poświęcone sytuacji finansów publicznych.
- 21 lutego 2002: posiedzenie Rady Gabinetowej poświęcone programowi gospodarczemu rządu Leszka Millera, walce z bezrobociem, akcesji Polski do struktur Unii Europejskiej.
- 12 czerwca 2002: posiedzenie Rady Gabinetowej poświęcone sytuacji finansowej i gospodarczej państwa oraz możliwości współdziałania między rządem a Radą Polityki Pieniężnej i Narodowym Bankiem Polskim.
- 6 listopada 2002: posiedzenie Rady Gabinetowej poświęcone strategii rozwoju Polski w aspekcie planowanego zakończenia negocjacji z UE na szczycie w grudniu 2002.
- 20 marca 2003: posiedzenie Rady Gabinetowej poświęcone ocenie sytuacji międzynarodowej i bezpieczeństwa w związku z interwencją sojuszniczą wojsk amerykańskich w Iraku.
- 6 listopada 2003: posiedzenie Rady Gabinetowej poświęcone raportowi przygotowanemu przez Unię Europejską oceniającemu poziom przygotowań polskiego prawa do regulacji europejskich.
- 29 marca 2004: posiedzenie Rady Gabinetowej poświęcone ocenie ostatecznego stanu przygotowań do członkostwa Polski w Unii Europejskiej z dniem 1 maja 2004.

##### Relacje z parlamentem

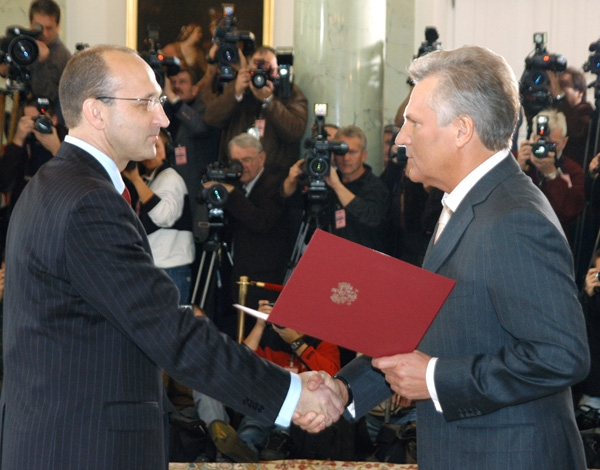
Prezydent Aleksander Kwaśniewski powołuje Kazimierza Marcinkiewicza na premiera rządu (2005)

Aleksander Kwaśniewski współtworzył projekt i uczestniczył w kampanii do referendum konstytucyjnego z 25 maja 1997 na rzecz przyjęcia Konstytucji Rzeczypospolitej Polskiej, którą podpisał 16 lipca 1997.
W I kadencji zawetował łącznie 11 ustaw, a 13 skierował do Trybunału Konstytucyjnego. Wniósł także 20 projektów ustaw. W II kadencji zawetował łącznie 24 ustawy, a 12 skierował do Trybunału Konstytucyjnego. Wniósł także 24 projekty ustaw. Zawetował m.in. ustawę wprowadzającą nowy podział administracyjny Polski na 15 województw, domagając się przywrócenia podziału administracyjnego sprzed 1975 z województwami w Koszalinie i Kielcach (1998), ustawę wprowadzającą liniowy podatek podatku dochodowego od osób fizycznych (1999), ustawę reprywatyzacyjną (2001), motywując to brakiem rekompensat dla nieposiadających obywatelstwa polskiego.
Aleksander Kwaśniewski odmówił stawienia się przed sejmową komisją śledczą w sprawie tzw. afery Rywina, wcześniej twierdząc, że „stawi się i zatańczy [przed nią]”. Zapowiedział także, że nie stawi się przed sejmową Komisją śledczą w sprawie PKN Orlen, gdzie ewentualnie miał zeznawać na temat znajomości z lobbystą Markiem Dochnalem.

##### Akty łaski
Aleksander Kwaśniewski ułaskawił w ciągu dwóch kadencji 4245 osób, odmówił ułaskawienia 2112 osobom.
Ułaskawił m.in. Sławomira Sikorę, będącego pierwowzorem jednego z bohaterów filmu Dług (skazanego za dwa zabójstwa), a także Petera Vogela. Tuż przed końcem kadencji w grudniu 2005 ułaskawił wieloletniego działacza PZPR i SLD Zbigniewa Sobotkę, skazanego prawomocnie za udział w tzw. aferze starachowickiej, zamieniając mu orzeczoną karę m.in. 3,5 roku pozbawienia wolności na karę 1 roku pozbawienia wolności z warunkowym zawieszeniem jej wykonania na okres próby wynoszący 2 lata.

### Działalność po prezydenturze

#### Działalność w latach 2005–2007
W wyborach prezydenckich w 2005 popierał kandydaturę Włodzimierza Cimoszewicza, a po jego rezygnacji z kandydowania, wsparł Marka Borowskiego. Jako ustępujący prezydent 23 grudnia 2005 uczestniczył w posiedzeniu Zgromadzenia Narodowego odbierającego przysięgę od prezydenta elekta Lecha Kaczyńskiego.
Po odejściu z urzędu kontynuował działalność w ramach założonej w 2004 Fundacji Aleksandra Kwaśniewskiego „Amicus Europae”.
Od marca 2006 jako visiting professor w Edmund A. Walsh School of Foreign Service prowadził wykłady na temat demokratyzacji Europy Wschodniej, współczesnej polityki europejskiej i stosunków europejsko-amerykańskich. Na Uniwersytecie Georgetown opowiadał m.in. o integracji europejskiej i Gazociągu Północnym.
W 2006 stał się jednym z bohaterów tzw. taśm Oleksego, ujawnionych nagrań Józefa Oleksego z jego prywatnych rozmów z Aleksandrem Gudzowatym. Były premier stwierdził w nich, że Aleksander Kwaśniewski nigdy nie będzie w stanie udowodnić legalnego pochodzenia swojego majątku. W dniu publikacji zapisu tych rozmów były prezydent nazwał Józefa Oleksego „ostatecznym kretynem i zdrajcą”. Były premier później przeprosił publicznie za swoje stwierdzenia.
W 2006 prokurator prowadził postępowania sprawdzające w sprawie rzekomego poświadczenia nieprawdy w kampanii prezydenckiej z 1995 polegającego na informacji o wyższym wykształceniu oraz nieumieszczeniu w oświadczeniu majątkowym akcji „Towarzystwa Ubezpieczeniowo-Reasekuracyjnego Polisa” posiadanych przez jego żonę. Postępowania te zostały zakończone bez przedstawienia zarzutów.
W kwietniu 2007 podczas kryzysu politycznego na Ukrainie na zaproszenie i prośbę Wiktora Pinczuka, zięcia byłego prezydenta Ukrainy Łeonida Kuczmy, przyleciał do Kijowa, gdzie spotkał się z premierem Wiktorem Janukowyczem, z przewodniczącym Rady Najwyższej Ołeksandrem Morozem oraz z jedną z liderów opozycji, byłą premier Julią Tymoszenko.
17 maja 2007 wraz z Lechem Wałęsą pojawił się na konferencji zorganizowanej z inicjatywy Andrzeja Olechowskiego.

#### Kampania wyborcza 2007
W czerwcu 2007 podczas krajowej konwencji Sojuszu Lewicy Demokratycznej został wybrany na przewodniczącego rady programowej centrolewicowej koalicji Lewica i Demokraci. W czasie kampanii wyborczej przed wyborami parlamentarnymi w tym samym roku Wojciech Olejniczak ogłosił, że Kwaśniewski w wypadku zwycięstwa tego ugrupowania będzie kandydatem koalicji na premiera.
We wrześniu 2007 polskie stacje telewizyjne pokazały fragmenty wygłoszonego w tym samym miesiącu wykładu Kwaśniewskiego w języku rosyjskim przed studentami z Kijowa. Na tym odczycie były prezydent chwiał się i miał kłopoty z mową. Na pytanie dziennikarzy stwierdził: Może wypiłem jeden kieliszek wina, a może dziesięć. Mam prawo robić co chcę, jestem wolnym człowiekiem (...). Podobny charakter miało wystąpienie podczas przedwyborczej konferencji LiD w Szczecinie z października 2007. Kwaśniewski oświadczył, że jego zachowanie było spowodowane lekami mogącymi wywołać skutek przypominający spożycie alkoholu, zażywanymi w związku z chorobą, której miał nabawić się na Filipinach. Kilka dni później były prezydent przeprosił jednak publicznie „za chwile słabości”.
21 października 2007 po słabszym od oczekiwanego wyniku wyborczym Lewicy i Demokratów zapowiedział, że ostatecznie wycofuje się z polityki.

#### Działalność po 2007
Zaangażował się w działalność stowarzyszenia Jałtańska Strategia Europejska, a w 2010 stanął na czele zarządu tej organizacji, działającej na rzecz integracji europejskiej Ukrainy i założonej przez Wiktora Pinczuka.
W 2008 objął funkcję przewodniczącego Europejskiej Rady ds. Tolerancji i Pojednania (ECTR), powołanej przez Europejski Kongres Żydów do zwalczania przejawów rasizmu i antysemityzmu w Polsce. W tym samym roku uczestniczył w spotkaniu Grupy Bilderberg.
Został również członkiem międzynarodowego ciała doradczego, działającego przy prezydencie Kazachstanu Nursułtanie Nazarbajewie, a także przewodniczącym rady Fundacji im. Jerzego Szmajdzińskiego.
W 2013 założył wspólnie z posłem Januszem Palikotem i eurodeputowanym Markiem Siwcem ruch Europa Plus, który stał się stowarzyszeniem i koalicją kilku ugrupowań politycznych o charakterze lewicowym i centrowym. W 2014 został członkiem rady dyrektorów ukraińskiego przedsiębiorstwa branży gazowej Burisma Holdings, kontrolowanego przez cypryjską spółkę należącą do Mykoły Złoczewskiego, byłego ministra energetyki związanego z Partią Regionów.
Przed drugą turą wyborów prezydenckich w 2020 udzielił poparcia Rafałowi Trzaskowskiemu z KO. Przed wyborami prezydenckimi w 2025 zapowiedział, że w pierwszej turze zagłosuje na Magdalenę Biejat z Lewicy, a w drugiej na Rafała Trzaskowskiego.

## Życie prywatne

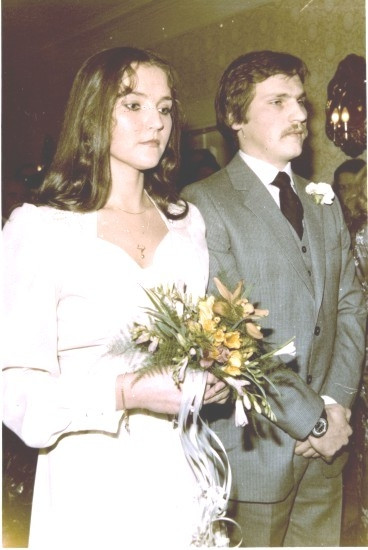
Ślub cywilny Aleksandra i Jolanty Kwaśniewskich w 1979

23 listopada 1979 zawarł związek małżeński z Jolantą Konty. Niektóre media podawały, że w 2005 pod koniec drugiej kadencji prezydenckiej para wzięła ślub kościelny w kaplicy pałacowej. Aleksander Kwaśniewski zaprzeczył jednak, by doszło do takiej ceremonii. Mają córkę Aleksandrę.
Deklarował się jako agnostyk, a później jako ateista.

## Wyniki wyborcze
| Wybory | Komitet wyborczy   | Komitet wyborczy                                                               | Organ            | Okręg             | Wynik              |
| ------ | ------------------ | ------------------------------------------------------------------------------ | ---------------- | ----------------- | ------------------ |
| 1989   |                    | Polska Zjednoczona Partia Robotnicza                                           | Senat I kadencji | woj. koszalińskie | 81 823 (38,45%)    |
| 1991   |                    | Sojusz Lewicy Demokratycznej                                                   | Sejm I kadencji  | nr 1              | 73 906 (10,27%)    |
| 1993   | Sejm II kadencji   | Sojusz Lewicy Demokratycznej                                                   | nr 1             | 148 553 (18,69%)  |                    |
| 1995   |                    | Ogólnopolski KW Aleksandra Kwaśniewskiego                                      | Prezydent RP     | Prezydent RP      | 6 275 670 (35,11%) |
| 1995   | 9 704 439 (51,72%) | Ogólnopolski KW Aleksandra Kwaśniewskiego                                      | Prezydent RP     | Prezydent RP      |                    |
| 2000   |                    | KW Kandydata na Prezydenta Rzeczypospolitej Polskiej Aleksandra Kwaśniewskiego | Prezydent RP     | Prezydent RP      | 9 485 224 (53,90%) |

## Odznaczenia i wyróżnienia
Polskie ordery

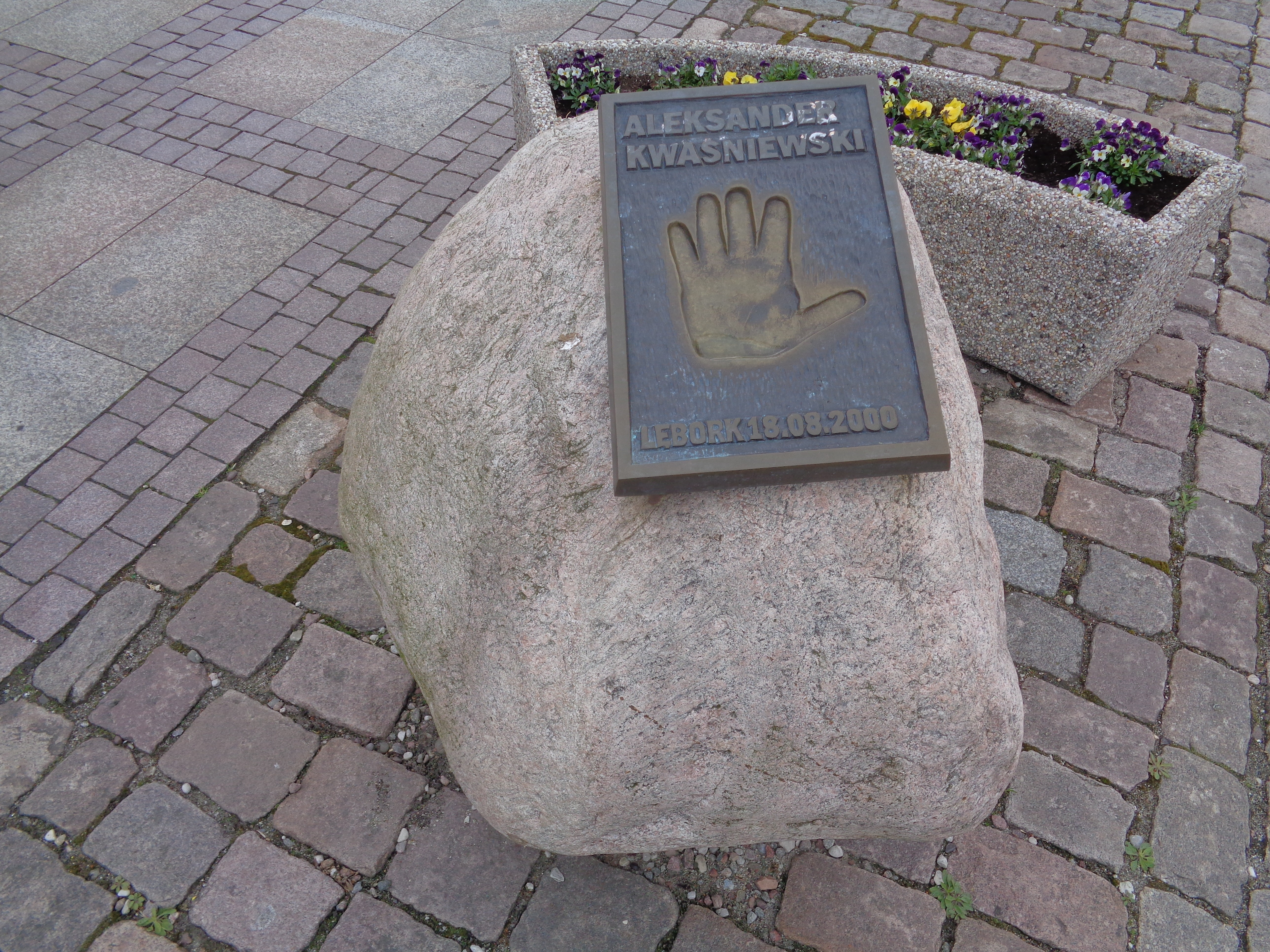
Odcisk dłoni Aleksandra Kwaśniewskiego w Łebie

Aleksander Kwaśniewski z tytułu objęcia urzędu prezydenta RP stał się:
- kawalerem Orderu Orła Białego, Wielkim Mistrzem Orderu i przewodniczącym Kapituły,
- kawalerem Orderu Odrodzenia Polski I klasy, Wielkim Mistrzem Orderu i przewodniczącym Kapituły.

Zagraniczne ordery i odznaczenia
- Krzyż Wielki Orderu Witolda Wielkiego (1996) – Litwa[75]
- Krzyż Wielki z Łańcuchem Orderu Łaźni (1996) – Wielka Brytania[75]
- Krzyż Wielki z Łańcuchem Orderu Zasługi Republiki Włoskiej (1996)[75][76] – Włochy
- Krzyż Wielki Legii Honorowej (1996) – Francja[75]
- Krzyż Wielki Orderu Świętego Olafa (1996) – Norwegia[75]
- Krzyż Wielki Orderu Zbawiciela (1996) – Grecja[75]
- Krzyż Wielki Orderu św. Michała i św. Jerzego (GCMG) (1996) – Wielka Brytania[75]
- Krzyż Wielki z Łańcuchem Orderu Białej Róży (1997) – Finlandia[75]
- Krzyż Wielki Orderu Trzech Gwiazd (1997) – Łotwa[75]
- Order Księcia Jarosława Mądrego I klasy (1997) – Ukraina[75]
- Wielka Wstęga z Łańcuchem Orderu Korony Królestwa (1997) – Malezja[75]
- Krzyż Wielki Orderu Lwa Niderlandzkiego (1997) – Holandia[75]
- Order Podwójnego Białego Krzyża I klasy (1997) – Słowacja[75]
- Wielki Łańcuch Orderu Infanta Henryka (1997) – Portugalia[77]
- Łańcuch Orderu Krzyża Ziemi Maryjnej (1998) – Estonia[75][78]
- Wielka Gwiazda Odznaki Honorowej za Zasługi dla Republiki Austrii (1998) – Austria[75][79]
- Łańcuch Orderu Gwiazdy Rumunii (1999) – Rumunia[75][80]
- Krzyż Wielki Orderu Wielkiego Księcia Giedymina (1999) – Litwa[75]
- Łańcuch Orderu Zasługi (1999) – Chile[75]
- Wielka Wstęga Orderu Leopolda (1999) – Belgia[75]
- Order Państwa (2000) – Turcja[75]
- Wielki Order Króla Tomisława (2001) – Chorwacja[75]
- Łańcuch Orderu Izabeli Katolickiej (2001) – Hiszpania[75]
- Krzyż Wielki z Łańcuchem Orderu Zasługi Republiki Węgierskiej (2001) – Węgry[75][81]
- Wielki Łańcuch Orderu Krzyża Południa (2002) – Brazylia[75][82]
- Krzyż Wielki Klasy Specjalnej Orderu Zasługi za Wybitną Służbę (2002) – Peru[83]
- Krzyż Wielki Orderu Zasługi Republiki Federalnej Niemiec (2002) – Niemcy[75]
- Łańcuch Orderu Gwiazdy Białej (2002) – Estonia[75][84]
- Wielka Wstęga Orderu „Przyjaźń” (2002) – Kazachstan[75]
- Wielka Wstęga Najwyższego Orderu Chryzantemy (2002) – Japonia[75]
- Złoty Order Wolności Republiki Słowenii (2002) – Słowenia[75][85]
- Honorary Companion of Honour with Collar Narodowego Orderu Zasługi (2002) – Malta[75][86]
- Krzyż Wielki Orderu Wiernej Służby (2003) – Rumunia[87]
- Order „Za wybitne zasługi” (2003) – Uzbekistan[88]
- Order Lwa Białego I klasy z Łańcuchem (2004) – Czechy[89]
- Krzyż Wielki Krzyża Uznania (2005) – Łotwa[90]
- Order „Za zasługi” I klasy (2005) – Ukraina[91]
- Krzyż Wielki ze Złotym Łańcuchem Orderu Witolda Wielkiego (2005) – Litwa

Niepaństwowe
- Order św. Marii Magdaleny I stopnia (1998) – Polski Autokefaliczny Kościół Prawosławny[75]
- Wielki Order Świątobliwego Patriarchatu Ekumenicznego (2000) – Ekumeniczny Patriarchat Prawosławny w Konstantynopolu[75]
- Złoty Order Olimpijski (1997) – MKOL[75]
- Łańcuch Znaku Honorowego (1998) – Litewski Narodowy Komitet Olimpijski[75]
- Łańcuch Złotego Orderu za Zasługi dla Lekkiej Atletyki (1999) – IAAF (Międzynarodowej Federacji Lekkiej Atletyki) (1999)[75]
- The EOC Order of Merit (2000) – Stowarzyszenie Europejskich Komitetów Olimpijskich (EOC)[75]
- Order Uśmiechu (2003) – Międzynarodowa Kapituła Orderu Uśmiechu w Warszawie[92]
- Odznaka Honorowa Województwa Świętokrzyskiego (2018)[93]

Pozostałe wyróżnienia
Otrzymał nagrodę „Wiktora” za osobowość telewizyjną w latach 1993, 1995 i 2000. Laureat Nagrody Kisiela w 1993 i tytułu Człowiek Roku 1993 według tygodnika „Wprost”. Otrzymał także tytuł „Człowieka Roku” Forum Ekonomicznego (2000). W 2010 wyróżniony Nagrodą Orła Jana Karskiego, a w 2022 Nagrodą im. Henryka Panasa.
Uhonorowany tytułami doktora honoris causa Uniwersytetu Hebrajskiego w Jerozolimie (2004), Akademii Kijowsko-Mohylańskiej (2005) i Uniwersytetu Wileńskiego (2005).
W 1997 wyróżniony tytułem honorowego obywatela Kijowa. Otrzymał też honorowe obywatelstwo Białogardu (1999), Kielc (1999), Szprotawy (2000), Helu (2005), Wisły (2005) oraz Warszawy (2010).

## Postępowania sądowe
W 1997 na łamach pierwszej edycji dziennika „Życie” (w wydaniach z 22 sierpnia oraz z 23–24 sierpnia) zostały opublikowane artykuły Wczasy Ałganowa i Kwaśniewskiego oraz Wakacje z agentem autorstwa Jacka Łęskiego i Rafała Kasprowa. Dotyczyły one domniemanych spotkań Aleksandra Kwaśniewskiego (wtedy przewodniczącego KP SLD) z rosyjskim szpiegiem Władimirem Ałganowem w pensjonacie „Rybitwa” na terenie Centralnego Ośrodka Sportu w Cetniewie w sierpniu 1994. Urzędujący prezydent zaprzeczył, by spotykał się z Władimirem Ałganowem, na co „Życie” opublikowało zdjęcia, na których Aleksander Kwaśniewski znajdował się obok Władimira Ałganowa.
Aleksander Kwaśniewski wytoczył powództwo o naruszenie dóbr osobistych dziennikarzom oraz redaktorowi naczelnemu Życia, Tomaszowi Wołkowi. Był to pierwszy proces cywilny w Polsce urzędującego prezydenta przeciwko przedstawicielom mediów. W postępowaniu ustalono, że w sierpniu 1994 Aleksander Kwaśniewski, mimo że miał wykupiony pobyt w pensjonacie, przebywał poza granicami kraju. W 2000 Sąd Okręgowy w Warszawie uznał, że informacje na temat rzekomych spotkań były nieprawdziwe i nakazał pozwanym przeproszenie prezydenta, oceniając, iż autorzy tekstów dochowali rzetelność przy zbieraniu informacji, jednak uchybili rzetelności przy pisaniu artykułów. W 2001 Sąd Apelacyjny w Warszawie nie uwzględnił apelacji dziennikarzy, jednak orzeczenie sądu drugiej instancji uchylił w 2003 Sąd Najwyższy na skutek kasacji. Przy ponownym rozpoznaniu sprawy w 2004 sąd apelacyjny ponownie oddalił apelację, przyjmując, że autorzy tekstów nie zachowali należytej staranności już podczas zbierania informacji. Wyrok ten ponownie został zaskarżony kasacją, której Sąd Najwyższy nie uwzględnił, co ostatecznie zakończyło postępowanie.